# Iemasen Kaye Adang
Iemasen Kaye Adang is een bestuurslaag in het regentschap Banda Aceh van de provincie Atjeh, Indonesië. Iemasen Kaye Adang telt 4141 inwoners (volkstelling 2010).